# Brit šalom (organizace)
Brit šalom (hebrejsky ברית שלום‎, doslova Smlouva míru) bylo židovské hnutí v mandátní Palestině zaměřené na židovsko-arabskou spolupráci.

## Historie
Hnutí bylo založeno v Jeruzalému roku 1925. Jeho cílem bylo přispět ke sblížení Židů a Arabů v duchu binacionalismu, tedy vize trvalé koexistence arabského a židovského obyvatelstva v rámci etnicky smíšeného státu.
Podnětem k založení tohoto hnutí byla přednáška profesora Josepha Horowitze z Frankfurtské univerzity při slavnostním otevření Hebrejské univerzity. Vlastním iniciátorem vzniku hnutí byl sionistický aktivista Arthur Ruppin. K oficiálnímu založení Brit šalom došlo v březnu 1926.
Mezi významné představitele hnutí patřili například Samuel Hugo Bergmann, Martin Buber, Chajim Kalwarijski-Margalijot, Joseph Lurie, Edwin Samuel, Robert Weltsch, Geršom Scholem nebo Norman Bentwich. Podobné názory jako Brit šalom zastával i Judah Leon Magnes, který se ale formálně nikdy členem tohoto hnutí nestal.
Hnutí Brit šalom nikdy nečítalo víc než 200 členů, mělo ovšem silné zastoupení v akademických a vlivných kruzích. Od počátku ovšem netvořilo jednolitou organizaci. Arthur Ruppin mu předsedal do roku 1929 a v jeho pojetí měl být Brit šalom spíše vědeckou, analytickou skupinou, která by výsledky svých studií předávala sionistické organizaci. Jeho nástupce Joseph Lurie se přikláněl k širšímu a nezávislejšímu pojetí coby samostatné politické platformy. Brit šalom vydával vlastní měsíčník nazvaný Še'ifotejnu. Jeho publikování však ustalo pro neshody. Zatímco list prosazoval neomezenou židovskou imigraci, jiní členové hnutí byli ochotni v zájmu dohody s Araby připustit i omezení židovského přistěhovalectví. Hnutí vyprodukovalo také několik memorand k řešení židovsko-arabského konfliktu.
Dominantní sionistické politické strany hnutí obviňovaly z defétismu. K roku 1933 hnutí prakticky zaniklo. Část členů ho opustila a hnutí ztratilo finanční prostředky. Mnozí jeho členové ale později pokračovali v podobně orientovaných skupinách jako Kidma mizracha nebo Ichud. I po vzniku státu Izrael v roce 1948 si někteří jeho bývalí členové udržovali společenský vliv.